# Mănăstirea Călugăra
Mănăstirea Călugăra este o mănăstire ortodoxă din România situată în comuna Ciclova Montană, județul Caraș-Severin. Situată pe Valea Ciclovei, mănăstirea a fost întemeiată în 1859 pe locul unei vechi chilii călugărești.
Biserica mănăstirii este clasată ca monument istoric, cu cod LMI CS-II-m-B-11095.
II. Perioada de întemeiere (1859-1862)
1. Stabilirea locului de întemeiere a așezământului monahal. Ctitorii Mănăstirii Călugăra. Sfințirea Mănăstirii Călugăra
Aici, pe locul atâtor credințe departe de zbuciumul cotidian, bufenii din Ciclova montană, majoritatea agricultori, la inițiativa și stăruințele ieromonahului Alexie Nedici din Ciclova Montană, zidesc în anii 1860-1861 Mănăstirea Călugăra, așezând la temelia ei credința lor străbună, ca să fie pomenire în veci și altar de închinare pentru toți urmașii urmașilor lor, într-o vale cărășană cu străveche tradiție monahală și totodată mirenească.
O frumoasă și plastică descriere a locului unde a fost întemeieată Mănăstirea Călugăra o găsim într-o lucrare a arhim. Visarion Joantă: „La 2 km spre răsărit de Ciclova Montană, de lângă orașul Oravița, izolată de zgomotele lumii cotidiene, îm inima unor codri seculari, se află Mănăstirea Călugăra, adăpostită la picioarele unei stânci de aproape o mie de metri, numită „Stânca Rolului”, care se înalță deasupra ei ca un prete abrupt, sprijinind, parcă, tăriile cerului. Tăcerile gânditoare ale codrului și liniștea monahală care o înconjoară nu sunt tulburate decât de murmurul izvoarelor care coboară în jurul mănăstirii de pe povârnișurile dealurilor, strecurându-se limpezi și răcoroase printre stâncile de calcar. Greutatea urcușului ne duce cu gândul la Drumul Crucii Mântuitorului, la suferința și jertfa sa pe cruce, la patimile pe care El le-a răbdat pentru noi oamenii. Însă odată ajunși aici, avem impresia contopirii cerului cu pământul, bucuria raiului cu bucuria suferinței. Un peisaj mirific de legendă, de început de lume, unde te simți mai aproape de cer.”
Locul în care s-a zidit mănăstirea de astăzi a fost ales de anumiți oameni, care au fost martori unei adevărate revelații petrecute cu foarte mulți ani înainte. În 8 iunie 1830, un păstor de capre din Ciclova Montană, pe nume Iancu Cârșovanul, a ajuns cu turma sa în seculara pădure de sub „Stânca Rolului”. În desișul acestei păduri, a fost martorul unor cântări îngerești pe care le-a auzit și care i-au făcut o puternică impresie. Acesta a adus cele auzite la cunoștința consătenilor, care îndată au început un adevărat pelerinaj în pădurea de pe Valea Călugărului. La fața locului au fost aduse cruci și icoane, care au fost atârnate în copaci ca semn al evlaviei și credinței acestor oameni. Multe dintre aceste icoane au fost pictate de Mihail Popovici din Oravița. Evident au existat și alte semne ale lui Dumnezeu în acel loc sfânt, întrucât așa se poate explica explozia unui asemenea pelerinaj.
În ziua de 8 iulie 1858 cântările sfinte s-au auzit atât de tare din interiorul stâncii, încât credincioșii prezenți, între care se afla și absolventul de teologie Alexie Nedici din Ciclova Montană, au ascultat în genunchi această întâmplare dumnezeiască. În acest chip, acest loc a devenit unul venerat de oamenii locului, aftfel încât în duminici și la marile sărbători se adunau mulțimi de oameni, aprinzând candelele deasupra icoanelor. La câțiva pași de locul unde a fost întemeiată mai apoi mănăstirea, se vedea icoana Sfântului Prooroc Ilie încrustată într-un fag gros, rămânând neacoperită de scoarță, deși copacul continua să crească și să se dezvolte. Acest fapt a contribuit și mai mult la recunoașterea sfințeniei locului.
O serie de articole cuprinzând prețioase amănunte cu privire la descoperirea locului de zidire a mănăstirii și bazate pe relatările martorilor oculari, unii dintre ei ctitori ai viitoarei mănăstiri, au fost publicate în anul 1915 de către Preotul Nicoale Băiaș într-un ziar al timpului, Foaia Oraviții. Adevărul cu privire la istoria și descoperirea locului unde s-a ridicat Mănăstirea Călugăra îl aflăm de la tânărul teolog Alexie Nedici, care i-a povestit lui Vasile Jumanca, și el tânăr, precum și altor consăteni, despre tradițiile orale care circulau în zonă și transmise lui de părinții lui. Acestea refereau la faptul că doi călugări veneau odinioară în părțile Ciclovei Montane de la Mănăstirea „Ciobeni” în fiecare an la Dumineca de Lăsatul Secului de Brânză. Unul se adăpostea în peștera de sub stânca ce desparte Ciclova Montană de Ciclova Română, pe care mai târziu s-a zidit biserica romană-catolică Maria Fels. Acesta din urmă citea rugăciuni pentru oamenii băștinași și pentru coloniștii nemți. Celălalt și-a găsit adăpost într-una din peșterile de pe coastele „Rol-ului”, poate chiar prin locurile unde s-au auzit cântările dumnezeiști.
Ieromonahul Paisie Răileanu, Starețul Mănăstirii Călugăra (1957-1960) alcătuiește două scurte studii privind devenirea istorică a mănăstirii, lucrări numite el „cronică” și bazate probabil atât pe informații ținând de tradiția orală din zonă cât și pe documente autentice. Primul document este intitulat Istoricul Mănăstirii „Călugăra”, din Valea Călugărului, iar al doilea, Cronica Mănăstirei „Valea Călugărului” din Ciclova-montană.
Ieromonahul Paisie Răileanu indică chiar și numele călugărului ce s-a adăpostit în peștera ce va sta la temelia altarului din biserica mănăstirii, deși identitatea acestuia rămâne incertă și neatestată documentar. Cu privire la acest călugăr pustnic, Răileanu menționează următoarele: „Alte date de vechimea și acestui pustnic, ar fi existat, într-o cărțulie întocmită de Alexa Nafir, fost cantor din Oravița, la această mănăstire, care trata despre persoanele, cari au descoperit peștera și au zidit biserica de astăzi, dar s-a pierdut în umbra vremilor. Se zice; că în 1912, că preotul paroh din Srediștea mică, ce era pe atunci, dinmpreună cu un învățător “Ioan – Albai”, ar fi cules multe informații din gura unui bătrân Vasile Jumanca originar din Ciclova-montană, decedat; - istorisiri minunate, despre mănăstirea din “Valea Călugărului”. / Iată un fragment din cele povestite și anume: Din povestirea unora, care și ei dețin tradiția vorbii, că pe acest loc, a trăit într-o peșteră un călugăr sub numele de Eftimie, a cărui origină, a rămas în umbra trecutului și de aceea acest loc, poartă numele de “Cracul Călugărului”, (Valea Călugărului). Să zice; că după moartea călugărului, au fost auzite cântări armonioase bisericești, cantata de ființe și glasuri nevăzute. Osemintele călugărului, s-a aflat în peșteră, cu alte obiecte de cult și s-au așezat în biserică, în care se păstrează și astăzi ca niște relicvii.”
Mihai Nafir și Ilie Strâmbei, din Oravița Montană, împreună cu vărnicelul Ion Izverniceanu, din Ciclova Montană, în urma celor auzite de la tânărul teolog Alexie Nedici au cercetat mai îndeaproape locul, descoperind astfel o peșteră în care au găsit un altar de piatră moale, o icoană a Maicii Domnului cu Pruncul în brațe, câteva obiecte bisericești și oseminte, probabil ale călugărului care s-a nevoit aici și unde a trecut la cele de dincolo. În lucrarea sa Istoria Sfintei Mănăstiri Valea Călugărului, Alexie Nafir, fiul lui Mihai Nafir, relatează cu lux de amănunte cum au decurs evenimentele care au dus până la urmă la întemeierea unui locaș mănăstiresc, descriind locurile și oamenii acelor vremuri. El descrie viul interes arătat de pelerinii care vizitau acel loc unde minunile dumnezeiești s-au revelat oamenilor, precum și icoana cea veche descoperită în peștera călugărului pustnic, probabil o reprezentare a Maicii Domnului „Prodromița”, provenind, după spusele autorului chiar din Muntele Athos. O altă întâmplare minunată legată de această icoană a fost consemnată într-o cronică veche. Icoana, spune cronica, a fost luată de credincioși și dusă în biserica din Oravița, dar după două zile, icoana dispăruse din locul de unde se închina lumea la ea. Icoana a ajuns în cele din urmă din nou în peșteră. Intensitatea acestui eveniment a făcut ca tânărul teolog Alexie Nedici să intre în cinul monahal. Tot în această lucrare aflăm amănunte și despre primele acțiuni care au fost întreprinse cu privire la amenajarea unei capele, altarul acesteia având la temelie peștera descoperită.
2. Amenajarea lăcașului mănăstiresc. Reînnodarea vieții monahale în zonă
Ieromonahul Paisie Răileanu descrie astfel primii pași întreprinși de credincioșii care au descoperit peștera: „Sub un sloi de piatră moale, găsiră în peșteră oasele divizate, a călugărului, de la “Ciobeni”. Bucuroși de aceste descoperiri, întreprinse o colectă. Banii adunați, au făcut o cruce de lemn și două icoane. Crucea a cioplit-o lemnarul Pavel Andrei, din Oravița, iar, icoanele le-au donat Mihai Moalarul, cantor din Oravița, peștera a fost lărgită la intrare de un zidar. S-au așezat crucea și două icoane, preotul local Nedici, nu le-a sfințit, de teama stăpânirii de atunci. Ci, preotul Gheorghe Petrovici, din Ciclova-română. Vărnicerul, Ioan Izverniceanu, printr-un funcționar, de la CF.Ungare, ce era secretar, cu numele Boitner, au căpătat aprobare locului, pentru peșteră. Atunci drumul de la peșteră, era anevoios, din cauza apelor, care curgeau la vale. Dar lumea, cu nerăbdare, vizitau aceste locuri.”
După descoperirea peșterii, - după cum aflăm din lucrarea lui Vasile Vărădean - care a avut loc în 1859, un miner ocnar din Oravița a lărgit peștera, dându-i astfel o formă potrivită pentru oficierea slujbelor religioase. Un alt credincios, lemnar de meserie, i-a fixat deasupra o cruce din lemn, iar pictorul Mihail Popovici a pictat câteva icoane pentru altar. De aici încolo, credincioșii din împrejurimi au început a urca apentru a se ruga și închina în noua capelă. La scurt timp după amenajarea provizorie a peșterii, la 10 iunie 1859, preotul George Petrovici din Ciclova Română, alături de preotul Alexie Nedici din Ciclova Montană oficiază slujba de sfințire a peșterii. Evenimentul solemn al sfințirii noului lăcaș de cult s-a consemnat într-un act elaborat de teologul Alexie Nedici. Sfințirea peșterii s-a făcut cu binecuvântarea Înalt Preasfinției Sale Emilian Kengelaț, episcopul diecezei Vârșețului, fiind de față și protopopul Sofronie Ivacicovici.
Amănunte cu privire la această perioadă de început a mănăstirii, incluzând sfințirea bisericii și strângerea de fonduri, găsim și într-una din „cronicile” ieromonahului Paisie Răileanu: „Prima țintă a călugărului Teolog [Alexie Nedici], a fost aducerea de fonduri și materiale, pentru ridicarea mănăstirii, pe locul unde s-a aflat peștera. Înțelegera cu membrii fondatori, pe locul unde s-a aflat peștera, au început a construi, lucrarea. Fondatorii ca: Mihai Nafir, Ioan Izverniceanu, Ilie Strâmbei, Ilie Andrei, Gheorghe Munteanu, Vasile Jumanca, Dumitru Popovici și Mihai Petrovici (Moalărul) cu călugărul Nedici, au strâns o frumoasă colectă. Au colectat, prin: Oravița și în jurul ei, prin Sasca, Biserica-albă, Docnecea, Cacova, Bocșa, Reșița și Lugoj. CF Ungare, au donat pe seama Mrii, 400 stânjeni pătrați. Ciclovenii au curățat locul luat în stăpânire cari au cărat și materialul pentru biserică. Biserica, din „Valea Călugărului”, s-a terminat la anul 1862. Sfințirea bisericii, s-a făcut de protopopul Ștefanovici, al Bisericii-albe – cu hramul la 1.Octombrie a.c. adecă sărbătoarea „Omoforul Maicii Domnului”.” Mănăstirea Călugăra a fost închinată și „Sfântului Marelui Mucenic Procopie”, a cărui pomenire se prăznuiește în ziua de 8 iulie.
După sfințirea capelei, credincioșii din împrejurimi au început să vină și mai des și au început să doneze pentru ridicarea noii biserici. Astfel in daniile pe care Tânărul Alexie Nedici le-a strâns, încep lucrările la zidirea mănăstirii. Banii nefiind suficienți însă pentru proiectele pe care le avea tânărul Alexie Nedici, acesta pornește spre Viena cu scopul de a aduna fonduri pentru mănăstire. Se întoarce însă acasă fără a fi adunat o sumă de bani semnificativă și face apel la credincioșii din zonă reușind cu succes să îi mobilizeze pe aceștia pentru strîngerea de fonduri necesare pentru construirea mănăstirii și înzestrarea ei cu obiectele de cult necesare. Bazându-se pe o descriere ce provine de la însuși ieromonahul Alexie Nedici, Vasile Vărădean redă atmosfera entuziastă a acelor clipe istorice de la punerea temeliilor noului așezământ monahal: „Atfel, biserica ortodoxă din Ciclova Montană împrumută mănăstirii suma de 1400 florini, cu care se continuă zidirea, după un proiect întocmit de zidarul Franz Verdeț de la Oravița Montană, așa cum rezultă dintr-un contract cu data de 11 mai 1861. Lucrările încep imediat, bufenii din Ciclova Montană și frătuții din alte sate, mineri și agricultori – „oameni, mineri, copii, fete” și chiar „copii mici care au adus o piatră măruntă”, cum se arată în minuțioasa Însemnare a ieromonahului Alexie, muncind fără preget, ca albinele. Freamătul muncii din toată inima făcut umple codrul de dimineață până seara târziu, când se întorc toți acasă, în satele din vale, pe potecile pădurii.
Astfel, zidurile mănăstirii cresc pe zi ce trece, ieromonahul Alexie văzându-și visul împlinindu-se în ziduri trainice de piatră.”
În „cronica” sa succintă, ieromonahul Paisie Răileanu conturează sumar aceste prime demersuri efectuate în privința construirii bisericii: „Biserica, s-a ridicat pe locul unde a trăit călugărul „Eftimie”, Altarul s-a format prin dărâmarea peșterii, ce era din piatră moale și s-au zidit până la partea de apus, în prelungirea cum se vede astăzi. Iar în partea de apus, are adâncimea fundamentului de 4 stânjeni.2 Împodobirea bisericii, s-a făcut mai mult, din ofrandele credincioșilor din Oravița și în jur. Icoanele principale, le-a pictat, renumitul pictor „Dumitrie Turcu”. În turnul bisericii, s-au așezat un clopot.” Altarul bisericii de la Mănăstirea Călugăra a fost așezat practic peste locul unde s-a nevoit călugărul pustnic amintit mai sus, asigurându-se astfel o continuitate a slujirii lui Dumnezeu în acele locuri unde prezența divinității s-a revelat oamenilor.
La început, mănăstirea s-a numit „Mănăstirea Călugăru”, aceasta fiind denumirea ei oficială, folosită și în vorbirea poporului. Denumirea provine probabil de la călugărul care s-a adăpostit în peștera ce a devenit mai apoi altarul bisericii. De prin 1880, coloniștii nemți din zonă i-au spus mănăstirii „Kalugera” și cam tot de pe atunci toată lumea începe să-i zică mănăstirii „Călugăra”.
III. Perioada de până la primul război mondial (1862-1914)
1. Administrarea mănăstirii de către preoții de mir (1862- 1910)

Pe 23 iulie 1862, tânărul teolog Alexie Nedici moare în floarea vârstei, moartea sa datorându-se epuizării în urma eforturilor făcute pentru strângerea de fonduri și ctitorirea mănăstirii. După moartea ieromonahului Alexie Nedici, în 1962, mănăstirea trece sub administrația preoților de mir, perioadă ce se întinde până în 1910, când este din nou încredințată unui ieromonah.
Primul dintre preoții de mir care va asigura conducerea mănăstirii este preotul Ioan Murgu, care după 12 ani de slujire a mănăstirii va suferi o moarte năprasnică, fiind strivit de o stâncă uriașă prăvălită asupra locuinței sale.
În continuare vom reda un scurt tabel cronologic extras din studiul Cronica Mănăstirei „Valea Călugărului” din Ciclova-montană,elaborat de către ieromonahul și starețul Paisie Răileanu tot în anul 1959 ca și cel menționat mai sus. Cele două studii sau „cronici” ale ieromonahului Paisie Răileanu, prezintă unele mici inadvertențe cu privire la cronologia unora dintre evenimente, dar sunt de o mare valoare informativă, având în vedere că starețul Paisie a avut acces la documentele privitoare perioada de început a Mănăstirii Călugăra, pe de-o parte, iar pe de altă parte a prins încă în viață persoane implicate la întemeierea mănăstirii sau care erau la curent cu evoluția evenimentelor privitoare la dezvoltarea noului așezământ monahal.
1) [Mănăstirea] A stat sub conducerea Ungurească de la 1860 de când s-a înființat până la 1919, Mănăstirea, dar sub tutela sârbească adție bisericească.
2) Biserica s-a sfințit la 1862, de protopopul sârb 1862, în inscripție se vorbește de Episcopul de la Vârșeț.
3) Ioța Văegariu, păcurar (cioban) în 1858, când a auzit minunea în văzduh, săvârșirea Sf. Liturghii, fără să vadă nimic, și sunet de clopote. Lăsând în adestarea, a mai colindat cu oile pe acolo, și a mai auzit, asemenea de mai multe ori, a pus o icoană de tablă în paltine, unde era.
4) 1859, Ioța Văegariu, Alexa Nedici, Nafir Mihai, Ioan Izverniceanu, Ilie Strâmbei din Oravița și Ciclova-montană, martori la descoperirea peșterii.
5) 1859 aceștia, împreună cu alții au străbătut peștera spart peștera și au găsit oasele călugărului, o icoană a Maicii Domnului și o cruce de plumb mică.
6) 1859 Pavel Andrei din Oravița a ridicat o cruce mare făcută de el, pe acel loc.
-//- 1859. Mihai Moalărul cantor din Oravița a donat 2 icoane.
-//- 1859. Vasile Jumanca, din Ciclova-montană, cel mai tânăr din comitet au luat parte la desfășurarea evenimentelor, și la deschiderea peșterii.
-//- 1859. Preotul Alexa Nedici, din Ciclova-montană, tatăl teologului Nedici n-a vrut să sfinșească crucea și cele două icoane de la peșteră.
-//- 1859. Preotul Gheorghe Petrovici, din Ciclova-Română, sfințește crucea și icoanele pe riscul său.
-//- 1859. Ioan Izverniceanu vărnicer (lucrător de varnițe) a stăruit și a căpătat 400 stânjeni, pentru peșteră, loc, de la CF Ungarei, prin secretarul întreprinderii – Boitner, neamț.
-//- 1860 se pictează icoanele principale, de pictorul Dumitrie Turcu, pentru peșteră și pentru biserică, sub comitetul lui Nedici.
-//- 1860. Se formează un comitet, în frunte cu teologul Nedici, pentru fonduri.
-//- 1860. Alexa Nedici, teologul se călugărește, sub numele de Alexie și ajunge ieromonah.
-//- 1861. Fondurile strânse se întrebuințează la formarea bisericii din piatră.
-//- 1861. În acest an, moare călugărul Nedici, răpus de viața ascetică.
-//- 1862. Se sfințește biserica de episcopul Vârșețului, în frunte cu Dumitru Sola.
-//- 1863 – 65. Apare călugărul Samuil Dragsin, care este îndepărtat de Vârșeț.
-//- 1865 – 1867. Teologul Ioan Popovici, stă 2 ani și e îndepărtat de Caransebeș.
-//- 1867 – 1873. Preotul Ioan Murgu ucis de stâncă, în noaptea de Paști.
-//- 1882. Ia conducerea, pe un timp scurt, ieromonahul [?] Văcărescu Dionisie.
-//- 1888. Mari revărsări de ape, distruge temelia curtei, de lângă biserică.
-//- 1890. Mrea Călugăra iasă din conducerea parohiei Ciclova Montană și decretează de sine stătătoare, sub controlul episcopal, Caransebeș, dar este deservită de preoții de mir.
-//-1890. Preotul Iacob Munteanu din Răcășdia, conduce mănăstirea, sub un comitet.
-//- 1893. Vine preotul Pavel Bufanu în contemporan cu Protos. Macarie Gușcă.
-//- 1895. Se retrage Macarie Gușcă, în Valea Godiana și întemeiază Mănăstirea „Vasiova” de maici.
-//- 1904. Se renovează turnul bisericii, și se acoperă cu tablă, peste draniță.
-//- 1905. Se retrage Pr. Bufanu la parohia – montană.
-//- 1906. Devine preotul Valeriu Dabici, din Cacova, la conducere.
-//- 1910. Vine ieromonahul Dionisie Văcărescu împreună cu Durăin.
-//- 1913. Protos Durăin Vartolomeiu, înlocuiește pe Văcărescu și conduce mănăstirea, până la 1949.
-//- 1942. Se face o nouă renovare în biserică, catapeteasma și pictura cu fondurile credincioșilor și instituție.
-//- 1943. Se sfinșește biserica, de Prea Sf. Sa D. Dr. Veniamin Nistor, fost episcop de Caransebeș.
-//- 1949. Vine la conducere, ieromonahul Nectarie Pintilie, de origine moldovean.
-//- 1950. Devine Protos. Ieronim Bali[n]ton și exarh, până la 13 Dec. 1957 și transferat la „Izvorul Miron”, Făget.
-//- 1957. Decembrie 13 ieromonahul Paisie Răileanu, de origine moldovean.
După cum reiese din tabelul cronologic întocmit de Ieromonahul Paisie Răileanu pe 21 aprilie 1959, este semnalată trecerea conducerii mănăstirii sub un anume „teolog” Ioan Popovici în perioada 1865-1867, precum și îndepărtarea acestuia de către Caransebeș. În primul studiu, întocmit de pe 6 aprilie 1959, Răileanu menționează că „Teologul” Ioan Popovici a fost „respins de Vârșeț”. Vasile Vărădean, în lucrarea consulatată de noi, vorbește de un preot Petru Popovici, care a adiministrat mănăstirea 12 ani (1874-1886). La Răileanu, perioada din 1874 până în 1888 rămîne practic neacoperită, în afară de o scurtă mențiune cu privire la ieromonahul Dionisie Vacărescu ce preia efemer conducerea mănăstirii în anul 1882. În lucrarea Protopopului Ioan Văran, în perioada 1874-1886, îl găsim la conducerea mănăstirii pe pr. Ioan Popovici, din Ciclova Montană, fiind vorba aici probabil de o confuzie de nume.
Între 1886 și 1889 mănăstirea trece prin diferite dificultăți legate de administrația ei, până când Consiliul Eparhial decide trecerea mănăstirii sub conducerea preotului Iacob Munteanu „omul lui Dumnezeu”, cum îl numește Vasile Vărădean în lucrarea sa, acesta renunțând la toate veniturile sale pentru a le pune în slujba mănăstirii. Dintre preoții de mir care s-au perindat la conducerea Mănăstirii Călugăra, Iacob Munteanu are un profil aparte, prin corectitudinea sa și aprecierea sa de către toți cei care l-au cunoscut.
Unul dintre preoții de mir care au administrat Mănăstirea Călugăra un timp îndelungat și, prin personalitatea sa controversată, a lăsat urme puternice în memoria scrisă și nescrisă a mănăstirii, a fost Pavel Bufanu, aflat la conducerea mănăstirii între 1891 – 1905. Din documentele vremii păstrate în Arhiva Episcopiei din Caransebes, și consultate de noi, reiese că Pr. Pavel Bufanu a întreținut o vie corespondență cu Consistoriul Diecezan al vremii, în care își justifică acțiunile contestate de alții prin reclamații și acuze grave la probitatea sa morală. Din documentele aflate în posesia Arhivei Episcopiei Caransebeșului, reiese că Atât Pavel Bufanu, cât și Pr. Valeriu Dabiciu succesorul lui (1905-1910), au avut ca reclamnați principali, pe Alexie Nafir, fiul lui Mihai Nafir, unul din ctitorii mănăstirii, precum și pe Ioan Băulescu, epitropul Mănăstirii Călugăra.
Întreaga perioadă în care administrația mănăstirii a fost încredințată preoților de mir, cu două mici excepții, se află sub semnul implicării masive a mirenilor în dezvoltarea istorică a mănăstirii, prezența călugărilor fiind probabil evitată și sporadică. Avînd în vedere prestigiul pe care îl câștigase acest așezământ monahal în zonă și rolul jucat de el în păstrarea tradițiilor și identității naționale, a ortodoxiei, ca una dintre trăsăturile fundamentale ale poporului român, reazămul milenar al unui neam aflat sub diverse valuri de asuprire străină, putem trage concluzia că Mănăstirea Călugăra devenise o importantă verigă a Bisericii Ortodoxe Române din zonă și, în același timp, dispunea de considerabile venituri bănești ce devin mărul de discordie dintre persoanele implicate în conducerea ei.
Ieromonahul Paisie Răileanu, în tabelul cronologic alcătuit de el și prezentat mai sus, amintește preluarea conducerii mănăstirii de către Dionisie Văcărescu în 1882, care la acea dată nu făcea încă parte din cinul monahal. Acesta va deveni ieromonah și va reveni la conducerea mănăstirii 1910-1913. În timpul administrării Mănăstirii Călugăra de către Pr. Pavel Bufanu, este prezent pentru o perioadă incertă ieromonahul Macarie Gușcă, care, prin prezența sa plină de evlavie, atrage mulți credincioși la mănăstire. Acest monah este cel care în 1905 a întemeiat Mănăstirea „Sf. Prooroc Ilie” de la Bocșa Vasiova.
2. Trecerea mănăstirii sub administrarea monahilor
Mănăstirea Călugăra va trece sub administrația monahilor odată cu numirea ca stareț a ieromonahului Dionisie Văcărescu, ce vine să întărească rândurile monahilor din Țara Ungurească (Transilvania) la acea dată și care s-a aflat sub îndrumarea spirituală a ieromonahului Macarie Gușcă, după cum reiese dintr-o scrisoare adresată în 1909 episcopului vremii și pe care găsim de cuviință să o redăm integral deoarece aceasta reprezintă de fapt cererea ieromonahului Dionisie Văcărescu de a fi primit la Mănăstirea Călugăra și de a prelua frâiele administrației sfântului lăcaș. Stilul scrisorii devenind pe alocuri greoi, iar ortografia vremii fiind latinizantă și etimologică, am îndrăznit, pentru o mai bună înțelegere a documentului, să adaptăm pe alocuri scrierea unora dintre cuvinte la ortografia actuală, redând însă cu o cât mai mare fidelitate particularitățile de stil ale autorului scrisorii. După cum cunoaștem astăzi, Episcopia Caransebeșului a dat curs cererii ieromonahului Dionisie Văcărescu, care va fi primul stareț monah al Mănăstirii și care inaugurează astfel o nouă perioadă în istoria acestui lăcaș mănăstiresc.
1 Minunile și tămăduirile consemnate
Cîteva din minunile care au dus la descoperirea sfințeniei locului unde a fost întemeiată Mănăstirea Călugăra le-am amintit deja în capitolul al doilea al lucrării de față și nu vom mai reveni asupra lor.
Una dintre primnele minuni legate de locul unde a fost întemeiată mănăstirea se referă auzirea unor sfinte cîntări liturgice de către martori oculari, care mai târziu devin ctitori ai mănăstirii. Unul dintre aceștia a fost ciobanul Ioța Văegariu care era cu oile în 1858, cînd a auzit minunea săvârșindu-se în văzduh, Apoi a auzit cântările îngerești din nou tot pe acel loc și a pus o icoană într-un paltin.
Într-una din “cronicile sale, ieromonahul Paisie Răileanu, face referire la două dintre minunile întâmplate la Mănăstirea Călugăra: “S-a remarcat, cu curgerea timpului, diferite minuni și anume: o femeie oarbă și-a căpătat vederea, completă, cari era din naștere, dânsa deși oarbă era căsătorită și avea un copil. Când a văzut, a zis: -Dați-mi copilașul să-l văd. “ Alt caz: măsarul Anton Nicolaus de religiune rom. Catolică, din Oravița-montană, era paralizat de picioare. S-a vindecat, pe când dormea sub zidul bisericii, prin vis, i s-au spus de o voce, să înconjoare biserica. Trezindu-se i se părea că aude vocea, unui om ce asemăna cu a preotului Ioan Murgu, care murise cu mult înainte de acestă împlare; dar ologul ridicându-și capul sus, a văzut o vedenie mare și de frică s-a sculat și a fugit pe picioare. Preotul Ioan Murgu, a avut o moarte năprasnică, ucis de-o piatră mare, prăbușindu-se peste chilie a dărâmat-o, omorându-l pe loc.”
Dumitrache G. Din Moldova Nouă, paralizat fiind de ambele picioare s-a vindecat miraculos, iar o doamnă pe nume Desanca Lazarovi din Radimna a fost lecuită în urma unei slujbe de exorcizare, dup cum relatează Ioan Drugărin în scurta lui prezentare a mănăstirii.
IV. Perioada din timpul administrării mănăstirii de către protosinghelul Bartolomeu Durăin (1913-1949)
1. Lucrări de restaurare și îmbunătățire a mănăstirii
Protosinghelul Bartolomeu Durăin îl însoțește pe Ieromonahul Dionisie Văcărescu, atunci când acesta vine la Mănăstirea Călugăra, iar în 1913 preia de la acesta din urmă frâiele administrației mănăstirii pînă în 1949. Sub conducerea sa, mănăstirea cunoaște o perioadă înfloritoare, după unii, în care sunt făcute multe eforturi pentru extinderea și refacerea bisericii și a altor locuințe anexă, determinate de inundațiile din 1942.
Ion B. Mureșianu, în lucrarea sa Mănăstiri bănățene, aduce cuvinte de laudă referitoare la protosinghelul Vartolomeu Durăin și la contribuțiile sale în ceea ce privește dezvoltarea sfântului lăcaș monahal: „Protos. Vartolomeu Durăin cu o tărie duhovnicească de treizeci de ani în această mănăstire (1917-1947), lasă realizări impresionante, rămânând o figură legendară în amintirea multor credincioși. Sub conducerea lui, mănăstirea a ajuns într-o stare cu adevărat înfloritoare, s-a reparat exteriorul bisericii, s-au adaptat camerele pentru personal, s-a zidit partea din temelie, s-a înființat o bibliotecă cu material de valoare, iar sfânta biserică în care domnește cea mai desăvârșită curățenie s-a înzestrat cu vase și ornate prețioase.”
În 1942, în noaptea de 23 aprilie, în urma unor ploi, a fost inundată casa, iar o parte din ea s-a prăbușit. Puhoiul de apă a dărâmat 30 de metri de lemne, drumul a fost distrus complet. Atât primarul, cât și episcopul au promis că vor veni în ajutorul mănăstirii pentru a acoperi paguba, lemnele nefiind recuperate deoarece au fost sustrase de către localnicii din Ciclova Montană. Pentru zidul de apărare din preajma mănăstirii s-a apelat la Prefectura Județului Caraș-Severin și la Direcția Societății Reșița. Tot în 1942 s-a reparat interiorul mănăstirii, după planurile arhitectului Dimitrie Boitor din Oravița, iar iconostasul și stranele au fost sculptate de Aurel Cotârlă tot din Oravița.Pictorul Nicolae Popovici, preot în Cacova (astăzi Grădinari) a realizat fresca din interiorul bisericii în stil bizantin. La 30 octombrie 1943 mănăstirea renovată astfel a fost sfințită cu mult fast de către Episcopul Veniamin Nistor al Caransebeșului.
Ieromonahul Paisie Răileanu însă, nu pare să aibă o părere pozitivă cu privire la contribuțiile aduse de Protosinghelul Vartolomeu Durăin la dezvoltarea Mănăstirii Călugăra, despre care afirmă că „a condus Mrea, în care timp s-a realizat doar, renovarea bisericii în pictură și ceva exterior, care acuma dispar pe încetul. Ceiace lasă de dorit, că n-a lăsat stabili, nici un picior de ucenic și s-au slujit cu mireni și personal mirenit. Deși posedă ceva cultură, dar apuseană, și de accea n-a putut aduce aporturi mari Ortodoxiei, în comparație cu Macarie Gușcă. I se reproșează deci protosinghelului Vartolomeu Durăin că a continuat în fapt obiceiul de implica mireni în conducerea mănăstirii, fără a consolida poziția monahilor în zonă. Reproș făcut și preoților de mir cu ani în urmă.
2. Creșterea prestigiului mănăstirii reflectată în participarea credincioșilor de pretutindeni la pelerinaje și slujbe religioase
Este cunoscut faptul că în timpul războaielor dintre turci și austrieci, multe mănăstiri și biserici au suferit pagube imense sau au fost chiar distruse, locul lor uneori nemaiputând fi stbilit cu exactitate. În tradiția orală însă, existența numeroaselor lăcașe de cult din Banat s-a păstrat, după cum o dovedesc toponimele care, în cazul Mănăstirii Călugăra, au stat la originea numelui mănăstirii.
La Mănăstirea Călugăra au venit închinători chiar din primele ei zile de existență, iar locul pe care a fost construită a fost considerat sfânt prin mila lui Dumnezeu care a lăsat să se întărească în credință localnicii asistând la revelația divinului în repetate rânduri, afluxul de închinători continuând să fie considerabil în mai toate timpurile, indiferent de problemele interioare ale mănăstirii. Mănăstirea a reprezentat un centru al Ortodoxiei Bănățene, al Văii Carașului în special, un punct de sprijin pentru credincioșii care s-au aflat sub ocupația străină a unor popoare neortodoxe ce urmăreau cu tenacitate convertirea acestora la religia lor, după cum cunoștem din istoria Banatului și a Transilvaniei.
Păstrarea vie a tradiției orale care amintește de existența pustnicilor ce s-au nevoit pe Valea Călugărului, dovedește setea despre astfel de informații și dragostea cu care mai apoi acest loc a fost cu dragoste împodobit cu o mănăstire de către localnici. Mănăstirea Călugăra nu reprezintă decît continuarea și consolidarea unei tradiții în zonă, reprezintă întărirea Bisericii Ortodoxe în zona Banatului Montan, o nouă verigă în lanțul frumoaselor tradiții românești cu privire la Legea noastră strămoșească, tradiții care contribuie la alcătuirea specificul nostru național și care, prin faptul că au fost prezervate au făcut ca românii din zonele de sub ocupație străină să rămână uniți în credință și fapte cu cei din „Regat”. Alături de școală, Biserica a fost cea care a păstrat coeziunea dintre românii de pretutindeni, rolul ei fiind primordial în păstrarea ființei naționale. Mănăstirea Călugăra a fost dintotdeauna un centru spiritual care a atras mulți credincioși din toate teritoriile locuite de români.
V. Perioada 1949-1999
1. Lucrări de renovare și modernizare a Mănăstirii Călugăra
După cum am arătat deja, biserica Mănăstirii Călugăra a fost ridicată pe locul peșterii unde s-a nevoit unul dintre cei doi pustnici a căror prezențăm a fost semnalată de către localnici și păstrată și perpetuată în memoria localnicilor. Altarul bisericii se află chiar deasupra peșterii pustnicului „Eftimie”, iar în 1879, biserica a fost delimitată de stânca din jur în care era practic încorporată construcția, de către „maeștrii Lazaru Bernazu și Carlu Lacneru”. O descriere a bisericii o aflăm la Vasile Vărădean. Biserica „are un plan dreptunghiular, împărțit în altar semicircular spre răsărit, naos și pronaos, având 17,30 m lungime și 7 metri lățime. Turnul inițial de formă patrulateră a fost construit de zidarul Franz verdeț din Oravița Montană.[…] Acoperișul inițial al turnului a fost acoperiș piramidal în patru fețe triunghiulare, schimbat ulterior cu un acoperiș baroc de tablă.”
În 1907 s-a mai construit și o verandă pentru chilii din fondurile strânse de la credincioși, după cum rezultă din inscripțiile de deasupra intrărilor verandei. Am amintit deja renovările făcute de Protosinghelul Vartolomeu Durăin, necesare mai ales din cauza inundațiilor din 1942. Unul dintre stareții mănăstirii, Ieronim Balinton (1950-1957), a fost un sculptor talentat și a sculptat, printre altele, „Tronul Maicii Domnului” din naosul mănăstirii. Un alt dezastru care s-a abătut asupra Mănăstirii Călugăra de-a lungul timpului a fost un incendiu produs în 1973, care a distrus o mare parte din corpul de chilii și biblioteca în care se aflau cărți și documente de mare valoare. În timpul conducerii administrative a lui Eftimie Bilan (1973-2000), a schimbat structura așezământului monahal de la Călugăra, iar între anii 1987-1990 întregul corp de chilii precum și alte anexe au fost renovate radical, înlocuindu-le pe cele distruse de calamitățile care s-au abătut asupra mănăstirii. În 1999 s-a introdus curentul electric la Mănăstirea Călugăra, linia de electrificare întinzându-se de-a lungul a 3,5 km.
Drumul ce ducea la mănăstire a fost la început foarte dificil și accidentat, o potecă prin pădure, acest lucru contribuin la farmecul lăcașului mănăstiresc și la mulțumirea sufletească a celor care, nevoindu-se urcând spre mănăstire, ajungeau să se bucure de pacea dinăuntrul zidurilor mănăstirii. În 1976-1978 s-a construit drumul de acces spre mănăstire. La lucrările de construcție a noului drum au participat și seminariști ai timpului (Petru Boru, Fiu Neamțu etc.), astăzi preoți parohi în Valea Carașului. Drumul a fost consolidat și modernizat abia în 2006, sub conducerea administrativă a protos. Casian Onița, actualul stareț al Mănăstirii Călugăra.
2. Stareții Mănăstirii Călugăra de după Dionisie Văcărescu
În Istoricul Mănăstirei „Călugăra”, din „Valea Călugărului”, Ieromonahul Paisie Răileanu Amintește șirul de stareți care s-au aflat la conducerea mănăstirii pînă în 1959, când a fost alcătuit acest studiu. „După plecarea lui Pr. Durăin vine ieromonahul moldovean, Nectarie Pintilie, actualmente la parohia Partoș, care a stat o durată scurtă și se retrage de la conducere. Urmează Protos. Ieronim Bali[n]ton, care îndeplinește și misiunea de exarh, al Mrilor din Banat. Ca stareț a stat 7 ani, se remarcă de la acest stareț, că pe urma lui rămâne lucruri frumoase în domeniul artei și tehnicii. Ca martor ocular e tronul de la Maica Domnului, din peștera Bisericii, de o artă minunată, care va rămânea un tezaur, pe veșnicie al Banatului în domeniul sculpturii. Instalarea unei conducte de apă în Biserică, și facerea unei grădini pe coasta unui munte. Deci Bănățenii, trebuie să-i aducă o vie mulțumire acestui om de mare valoare artistică, fiind și fiu al Banatului. Că mulți știu să mânuiască condeiul, dar dalta, ba. Avându-se în vedere, că e trecut cu vârsta de 70 ani, și totuți e speranță încă de producție de artă, să mai împodobească Banatul.”
Stareții care s-au succedat la conducerea Mănăstirii Călugăra din 1949 până în 1999 au fost următorii:
- Ieromonahul Nectarie Pintilie (1949-1950)
- Protosinghelul Ieronim Balinton (1950-1957)
- Ieromonahul Paisie Răileanu (1957-1960)
- Pr. Pavel Coadă din Ciclova Montană (1960-1973)
- Ieromonahul Eftimie Bilan (1973-1999)
- Arhimandrit Casian Onita (1999 - prezent )
Eftimie Bilan a îngrijit de mănăstire o perioadă de timp, după care a intrat în cinul monahal și a fost hirotonit ieromonah, slujind ani de zile mănăstirea și asigurând trecerea ei prin greii ani de până la 1989.
VI. Mănăstirea Călugăra în secolul XXI
1. Lucrări de restaurare a bisericii mănăstirii
De la 1 noiembrie 1999, Mănăstirea Călugăra a trecut sub conducerea administrativă și duhovnicească a tânărului ieromoanh, licențiat în teologie Casian Onița. Activitatea sa de stareț a fost, printre altele încununată și de formarea unei obști închegate, a unui sobor de viețuitori care au slujit și slujesc mănăstirea cu evlavie. Cu personalitatea sa blândă și prezența sa plăcută, Părintele Stareț Casian a reușit să atragă credincioși veniți din toate colțurile țării.
În ceea ce privește renovarea și reamenajarea complexului de construcții, în anul 2000 s-a restaurat pictura mănăstirii și iconostasul. Lucrarea de restaurare a fost executată de pictorul basarabean Igor Isac. To în anul 2000 s-a restaurat și exteriorul bisericii, s-a refăcut Sfânta Masă și a fost sfințită. În 2002 a fost forată și amenajată fântâna din curtea mănăstirii, reprezentând „Izvorul Tămăduirii”. În 2004 s-a lucrat la izvorul ce curgea în interiorul bisericii, pentru a opri debitul care ducea la distrugerea zidurilor bisericii. El urmează a fi drenat și lăsat să curgă iarăși în naosul bisericii, după ce se va asigura captarea și curgerea lui fără a pune în pericol structura zidurilor.
În anul 2005 s-a construit altarul de vară, iar în 2006 a fost refăcut drumul de acces spre biserică și a fost sfințit de Prea Sfinția Sa Lucian Mic Episcopul Caransebeșului. De asemenea s-a lucrat și încă se mai lucrează la reamenajarea curții mănăstirii, în vederea lărgirii ei, și se are în vedere redimensionarea trapezei și a bucătăriei din clădirea corpului de chilii, care a fost deja îmbunătățit.